# Santa Catarina (stát)
Santa Catarina je jeden z 26 brazilských států. Nachází se v jižní části země a zdejší kvalita života je považována za jednu z nejvyšších v Brazílii. Hlavním městem je Florianópolis, které leží převážně na ostrově Santa Catarina. Santa Catarina je součástí Jižního regionu a sousedí s brazilskými státy Rio Grande do Sul (na jihu) a Paraná (na severu). Na západě sousedí s argentinskou provincií Misiones. Pobřeží Santa Catarina je omýváno Atlantským oceánem. Většina obyvatel státu je potomky portugalských, italských a německých imigrantů.

## Geografie
Santa Catarina má strategickou pozici s ohledem na Mercosur - Sdružení volného obchodu jihu. Stát se rozkládá kolem 27° jižní zeměpisné šířky a 50° západní zeměpisné délky. Město Florianópolis je od hlavního města Brasília vzdáleno 1 673 km, od São Paulo 705 km a od Rio de Janeiro 1 144 km.
Pohoří Serra Geral (jižní výběžek Serra do Mar) má severo-jižní směr a dělí stát na dvě geografické oblasti: pobřežní nížinu na východě a náhorní plošinu na západě. Na atlantském poběží Santa Catariny se nacházejí četné laguny, pláže a ostrovy. Vlhké tropické pobřežní lesy pokrývají východní část státu. Toto území je protkáno četnými řekami.
Centrální část státu je pokryta Araucarskými vlhkými lesy, typické jsou zde brazilské borovice (Araucaria angustifolia). Toto území je odvodňováno přítoky řeky Paraná a řeky Iguaçu, která tvoří severní hranici státu. Jižní hranici státu tvoří řeka Uruguay. Částečně opadavé Parana-Paraiba vnitřní lesy zabírají nejzápadnější údolí řek Iguaçu a Uruguay.

## Ekonomika
Na tvorbě HDP se sektor služeb podílí 33,9 %, průmysl 52,5 % a zemědělství 13,6 % (2004). Santa Catarina se podílí na tvorbě brazilského HDP 4 %. Stát Santa Catarina má jeden z nejvyšších životních standardů v Brazílii, srovnatelný je například s úrovní Španělska nebo Portugalska. Patří také mezi hlavní průmyslové a zemědělské regiony Brazílie.
Oblast mezi městy Joinville, Jaragua do Sul a Blumenau je silně industrializovaná – více než 50 % průmyslové výroby státu je koncentrováno do této malé oblasti. Pro zdejší oblasti je velmi důležitý rovněž cestovní ruch, v letním období jsou vyhledávány především zdejší pláže, jež jsou považovány za jedny z nejhezčích v zemi.
Nejvýznamnějšími městy jsou: Florianópolis, Joinville, Blumenau, São José, Criciúma, Chapecó, Lages.

## Demografie
Podle IBGE žilo v roce 2007 ve státě Santa Catarina 5 974 000 obyvatel. Hustota zalidnění byla 62,5 obyvatel/km². Urbanizace dosáhla hodnoty 82,5 % (2006), přírůstek obyvatelstva 1,9 % (1991–2000). Podle posledního sčítání lidu bylo složení obyvatelstva následující: běloši 5 215 000 (87,1 %), míšenci bělochů, černochů a indiánů 585 000 (9,8 %), černochů 161 000 (2,7 %), Asiatů 11 000 a indiánů (0,4 %).
Lidé portugalského původu převládají na pobřeží. Lidé německého původu převládají na severovýchodě regionu (Itajai Valley) a na severu (Joinville region). Lidé italského původu převládají na jihu a také v mnoha oblastech na západě. Santa Catarina je jedním z brazilských států, které byly velmi oblíbené u evropským imigrantů v 19. století, proto většina zdejšího obyvatelstva má evropské kořeny.

## Cestovní ruch
Santa Catarina není jen letní destinací. Stát byl známý svým krásným pobřežím s více než 500 plážemi, později turisté zjistili, že jim toho Santa Catarina, díky své zeměpisné poloze a kulturní rozmanitosti, nabízí daleko více. Dnes je Santa Catarina oblíbenou destinací po celý rok. Turisté zde mohou obdivovat rozmanité přírodní scenérie, jen dvě hodiny jízdy se z nádherných pláží dostanete až do hor vysokých 2000 metrů.
Santa Catarina nabízí řadu pozoruhodností a událostí po celý rok: venkovská turistika, lázeňská letoviska s termálními prameny, ekologická turistika a dobrodružné sporty, historické monumenty a pozoruhodnosti, náboženská turistika, Beto Carrero World a Unipraias park a nezapomenutelné plážové letovisko Balneario Camboriú, pohoří Catarinense – jediné místo v Brazílii, kde sněží každým rokem. Tento region je známi rurální turistikou, rozšířená je zde rybolov, jízda na koních a další činnosti.
Velkou slavností je říjnový Oktoberfest v Blumenau je brazilský největší a světově druhý největší (po Mnichovském).
V Joinville se každý červenec pořádá taneční festival, výroční „Festival Flowers“ v listopadu, který předvádí orchideje.
Florianópolis přitahuje velké množství turistů během letních měsíců na své nezapomenutelné pláže.
Santa Catarina má jedno z nejkrásnějších pobřeží v Brazílii, mezi známá plážová letoviska patří Balneario Camboriú.